# Tiếng Kurmanji
Tiếng Kurmanji (tiếng Kurd: Kurmancî,کورمانجی, có nghĩa là ngôn ngữ Kurd), cũng được gọi là tiếng Kurd Bắc, là phương ngữ miền bắc của tiếng Kurd, được sử dụng chủ yếu ở đông nam Thổ Nhĩ Kỳ, miền bắc Iran, miền bắc Iraq, miền bắc Syria và các khu vực Kavkaz và Khorasan. Đây là dạng được nói nhiều nhất của tiếng Kurd và là tiếng mẹ đẻ của các dân tộc thiểu số khác ở Kurdistan, bao gồm cả người Armenia, người Chechnya, người Circassia và người Bulgaria.
Bản ghi chép sớm nhất về tiếng Kurd Kurmanji có từ khoảng thế kỷ 16 và nhiều nhà thơ người Kurd nổi tiếng như Ahmad Khani (1650-1707) cũng đã viết theo phương ngữ này. Tiếng Kurd Kurmanji cũng là phương ngữ đại chúng và nghi lễ của người Yazidi. Cuốn sách thiêng liêng của họ Mishefa Reş và tất cả những lời cầu nguyện được viết và nói bằng tiếng Kurmanji.

## Âm vị học
Các đặc điểm âm vị học trong tiếng Kurmanji bao gồm sự phân biệt giữa các tâm tắc vô thanh bật hơi và phi bật hơi và sự hiện diện của các âm vị tự do. Ví dụ, tiếng Kurd Kurmanji phân biệt giữa các âm tắc vô thanh bật hơi và phi bật hơi, âm bật hơi có thể xuất hiện ở bất kỳ vị ví nào trong từ. Do đó /p/ tương phản với /pʰ/, /t/ với /tʰ/, /k/ với /kʰ/, /q/ với /qʰ/, và âm tắc xát /t͡ʃ/ với /t͡ʃʰ/.

## Phương ngữ
Tiếng Kurmanji tạo thành một cụm phương ngữ có độ biến thiên lớn. Một cách lỏng lẻo, sáu phân nhóm có thể được phân biệt:
- Kurmanji Tây Bắc, được nói ở các tỉnh Kahramanmaraş (tiếng Kurmanji: Meraş), Malatya (Meletî) và Sivas (Sêwaz) của Thổ Nhĩ Kỳ.
- Kurmanji Tây Nam, được nói ở các tỉnh Adıyaman (Semsûr), Gaziantep (Entab) và Şanlıurfa của Thổ Nhĩ Kỳ và tỉnh Aleppo của Syria.
- Kurmanji Bắc hoặc Kurd Serhed, chủ yếu nói ở các tỉnh Ağrı (Agirî), Erzurum (Erzerom) và Muş (Mûş) của Thổ Nhĩ Kỳ, cũng như các khu vực lân cận.
- Nam Kurmanji, được nói ở tỉnh Al-Hasakah ở Syria, huyện Sinjar ở Iraq và ở một số khu vực lân cận của Thổ Nhĩ Kỳ tập trung ở các tỉnh Mardin và Batman.
- Kurmanji Đông Nam hoặc Badînî, được nói ở tỉnh Hakkâri của Thổ Nhĩ Kỳ và tỉnh Dohuk và một phần của tỉnh Erbil của Kurdistan thuộc Iraq.[26]
- Kurmanji Anatilian được nói ở Trung Anatolia, đặc biệt là ở Konya, Ankara, Aksaray, bởi người Kurd ở Thổ Nhĩ Kỳ

### Chính trị Ezdîkî và Yazidi
Trong số một số cộng đồng Yazidi, tên gọi Ezdîkî được sử dụng cho Kurmanji để thể hiện nỗ lực xóa mối liên kết của họ với người Kurd. Mặc dù Ezdîkî không khác với Kurmanji, những nỗ lực này nhằm chứng minh rằng Ezdîkî là một ngôn ngữ độc lập bao gồm tuyên bố rằng nó là ngôn ngữ Semit. Điều này đã bị chỉ trích là không dựa trên bằng chứng khoa học và thiếu sự đồng thuận khoa học.
Vào ngày 25 tháng 1 năm 2002, Armenia đã phê chuẩn Hiến chương châu Âu về ngôn ngữ địa phương hoặc thiểu số và đặt ngôn ngữ Kurd dưới sự bảo vệ của nhà nước. Tuy nhiên, vì cộng đồng Yazidi bị chia rẽ ở Armenia và sau những chỉ trích mạnh mẽ từ các bộ phận cộng đồng, chính quyền đã chọn phê chuẩn điều lệ bằng cách đề cập đến cả "Kurdish" và "Yezidi" là hai ngôn ngữ riêng biệt. Điều này dẫn đến thuật ngữ Êzdîkî được một số nhà nghiên cứu sử dụng khi đi sâu vào câu hỏi về ngôn ngữ thiểu số ở Armenia, vì hầu hết những người nói tiếng Kurd ở Armenia là từ nhóm Yazidi. Do hậu quả của động thái này, các trường đại học Armenia cung cấp các khóa học ngôn ngữ ở cả Kurmanji và Êzdîkî như hai nhóm phương ngữ khác nhau.